# Cesta do nemožna
Cesta do nemožna (ve francouzském originále Voyage à travers l'impossible) je němý film z roku 1904 (vyrobeno ve Star Film, Francie), režírovaný průkopníkem filmu Georgesem Mélièsem. Délka filmu je cca 24 minut (pětinásobek průměrné délky filmu v té době), a byl pravděpodobně inspirovaný jeho předešlým úspěšným filmem Cesta na Měsíc (Le Voyage dans la Lune). Je volně založen na hře od Julese Verna. Jako většina Mélièsových filmů té doby využíval vyprávění, modely a trikové fotografie.

## Děj
Geografická společnost navrhne cestu okolo světa. Je vyrobeno hodně vozidel pro tuto cestu včetně ponorky, automobilu a velkého vagónu plného ledu. Vozidla jsou naložena na vlak a poslána do Švýcarských Alp, kde cestovatelé začnou svojí výpravu. Nejprve nasednou do automobilu pojmenovaného „Nemožná přeprava“ a cestují přes hory, kde nabourají a skončí v nemocnici. Po zotavení nasednou na vlak i se svými vozidly a cestují na vrchol hor. Dostávají se výš a výš, pomocí balónů připojených k vlaku, až vystoupají do vesmíru a jsou spolknuti Sluncem. Cestovatelé ztroskotají na Slunci a jsou šťastni, že žijí, ale je jim velmi teplo. Všichni kromě jednoho nasednou do kostky ledu a okamžitě zmrznou. Zbývající cestovatel založí oheň, aby roztopil led a mohl přesunout ostatní do ponorky. Ponorka vystartuje ze Slunce a spadne do oceánu. Přetlak způsobí, že ponorka exploduje, vymrští cestovatele do vzduchu a ti pak spadnou na zem. Všichni se radují, že to cestovatelé přežili.

## Význam
Před tímto filmem byla většina filmů krátká a zaměřovaly se na stimulaci vizuálního vjemu, jakožto rys moderního hnutí. Postupně se film stal médiem pro vyprávění příběhů. Meliesova Cesta do nemožna (1904) je zářným příkladem tohoto trendu. Vypráví příběh cestovatelů, již jedou na výpravu, která je zavede na Slunce a dokonce pod oceán. Délkou okolo dvaceti minut (mnohem déle než ostatní filmy té doby) je vizuální vjem stimulován, protože bez zvukového stimulu se divák musí soustředit na obraz, aby dokázal sledovat rozvíjející se dějovou linii. Symbolicky velmi důležitým prvkem filmu je vlak; ten se v té době považoval za vynález, který vás může dopravit doslova kamkoliv. Fakt, že tento film používá vlak k zobrazení dobrodružství, je symbolem k rozšiřujícím se možnostem v té době.

## Ohlas v kultuře
- Queen 1995 videoklip "Heaven for Everyone" obsahuje ukázky z Cesta do Nemožna, a také z Mélièsova nejznámějšího filmu Cesta na Měsíc.